# Bom (canción)
"Bom" es una canción de la cantante brasileña Ludmilla. Fue lanzada el 17 de junio de 2016 en iTunes y se incluye en el segundo álbum de estudio de la artista titulado "A Danada Sou Eu", que fue lanzado el 21 de octubre de 2016.

## Video Musical
El 11 de julio de 2016 Ludmilla lanzó el videoclip para la canción. En el vídeo, dirigido por Felipe Sassi, posee una ambientación simple pero mucha coreografía. Daniel Lourenço y Ludmilla firman la coreografía del vídeo.

## Presentación En Vivo
El 18 de octubre de 2016, Ludmilla presentó la canción en el programa televisivo brasileño "Encontro com Fátima Bernardes".

## Lista de canciones
- Download digital

1. "Bom" - 2:52[6]